# Jun Hong Lu

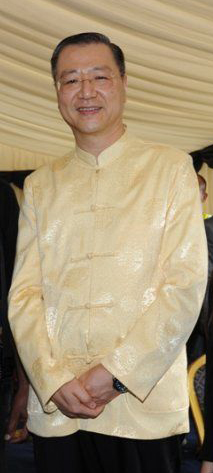
Jun Hong Lu, 2012

Jun Hong Lu (* 8. August 1959 in Shanghai; † 10. November 2021 in Sydney) war der Gründer der Dharmalehre Guan Yin Citta Dharma Door. Diese wurde auch verbreitet von dem Radiosender „2OR Australia Oriental Radio“ und dem Australisch-Chinesischen Institut für Buddhismus, die er beide leitete.
Im September 2012 hielt Jun Hong Lu an der Harvard-Universität eine Rede über die Verbreitung der chinesischen Kultur und des Buddhismus, wodurch er die Aufmerksamkeit der westlichen Medien und der akademischen Welt in Nordamerika erlangte.

## Werke und Veröffentlichungen
Jun Hong Lu veröffentlichte mehr als 20 Werke. Die Einführung ist bereits in mehreren Sprachen (englisch, deutsch, spanisch usw.) erhältlich. Alle seine Werke sind frei verfügbar.
- „Buddhismus in einfachen Worten“ Serie
- „Leben, Schicksal und Fengshui“
- „Himmel und Erde“
- „Totemanalysen“
- „Ein Diskurs über die Krankheit“
- „Neue Perspektive des Dharmas“

## Auszeichnungen und Ehrungen
- „Weltfriedenspreis“ (Buddhismus), verliehen vom Kongress der Weltreligionen im Juli 2012[3]
- „British Community Honours Award“, 1. Oktober 2012[4]
- „Botschafter der Friedenserziehung“, erhalten vom UN-Hauptquartier am 24. März 2014[5]
- „Weltbotschafter des Friedens“, verliehen auf dem Gipfeltreffen des US-Kongress am 26. März 2014[6]
- Ehrengastprofessor der Universität Siena (Italien), verliehen am 2. April 2014[7]
- Einladung vom Präsident der UN-Generalversammlung im UN-Hauptquartier am „UN-Gipfel zum Thema Friedenskultur“ im September 2015 teilzunehmen[8].

## Religiöse Ansichten
Im Interview mit dem Radio France Internationale (RFI) erklärte Jun Hong Lu, dass für alle Dharmalehren das Leben im Zentrum steht. Es geht darum sich selbst zu finden und eine Welt in Harmonie zu erschaffen. Tief im Herzen soll man im Einklang mit der Welt leben, daher respektiert Jun Hong Lu alle Dharmalehren. Unabhängig von der Richtung der Dharmalehre wird immer das gleiche Ziel verfolgt. Dies ist für ihn ein wichtiger Punkt.
„In Sydney lebende Chinesen verstehen es zum ersten und zum fünfzehnten Tag des Mondkalenders kein Fleisch zu konsumieren, an besonderen Feiertagen einen Tempel aufzusuchen und Verdienste zu sammeln. Auch gibt es in Sydney viele verschiedene Dharmarichtungen. Alle haben das Ziel den Buddhismus zu fördern und zu verbreiten und die Herzen aller zu vereinen. Darum ist es für die im Ausland lebenden Chinesen eine gute Entwicklung den Buddhismus zu erlernen und nach dem Buddhismus zu leben. Dies ist auch ein Faktor durch den mehr Frieden auf der Welt verbreitet wird.“